# 李時成 (政治人物)
李時成（1533年—1585年），字惟中，號會川，湖廣黃州府蘄水縣人，民籍，明朝政治人物。

## 生平
隆慶元年（1567年）丁卯科湖廣鄉試第二十七名舉人。隆慶五年（1571年）中式辛未科會試第二百七十二名，三甲第五十八名進士。兵部觀政，初授余姚县知县，万历三年七月考选，授四川道試御史，四年三月實授，五年巡按陕西，视茶马政，七年二月巡按庐州、凤阳等府，八年正月提调南直隶庐凤淮扬滁徐和等处学政。十年丁父忧。万历十三年卒，年五十二。

## 家族
曾祖李永祈；祖父李顯；父李廷誌，號龍窝，封监察御史；母樂氏。具庆下。兄曙成。弟暄成、晡成、晚成、曉成、恒成、映成。